# Polyblastus flexus
Polyblastus flexus là một loài tò vò trong họ Ichneumonidae.